# Rubén Ayala
Pour les articles homonymes, voir Ayala.
Rubén Hugo Ayala Zanabria, né le 8 janvier 1950 à Santa Fe, est un footballeur et entraîneur argentin.

## Biographie
En tant qu'attaquant, Rubén Ayala est international argentin à 25 reprises (1969-1974) pour 11 buts.
Il participe à la Coupe du monde de football de 1974. Il est titulaire dans les six matchs et inscrit à la 55e minute un but contre Haïti. Néanmoins, l'Argentine est éliminée au second tour.
Il joue tout d'abord en Argentine, au Club Atlético San Lorenzo de Almagro, remportant le championnat argentin en 1972. Puis il va en Espagne, à l'Atlético de Madrid, remportant une Liga, une coupe d'Espagne et une coupe intercontinentale. Puis il joue au sein de deux clubs mexicains en deux ans (CF Atlante et Oro de Jalisco), sans rien remporter.
Il devient entraîneur au Mexique, dans cinq clubs (Cobras de Querétaro, Tampico Madero, Cobras de Ciudad Juárez, Correcaminos de la UAT et CF Pachuca). Il remporte en tant qu'entraîneur-adjoint une Ligue des champions de la CONCACAF en 2002 et deux championnats (invierno 2001 et apertura 2003).

## Clubs

### En tant que joueur
- 1968-1973 :  Club Atlético San Lorenzo de Almagro
- 1973-1979 :  Atlético de Madrid
- 1980-1981 :  CF Atlante
- 1981-1982 :  Oro de Jalisco

### En tant qu'entraîneur
- 1986-1987 :  Cobras de Querétaro
- 1987-1988 :  Tampico Madero
- 1988-1989 :  Cobras de Ciudad Juárez
- 1992-1994 :  Correcaminos de la UAT
- 2000-2005 :  CF Pachuca (entraîneur-adjoint)
- 2010 :  CF Pachuca (intérim)

## Palmarès

### En tant que joueur
- Championnat d'Argentine de football

- - Champion en 1972
- Championnat d'Espagne de football
  - Champion en 1977
  - Vice-champion en 1974
- Coupe d'Espagne de football
  - Vainqueur en 1976
  - Finaliste en 1975
- Ligue des champions de l'UEFA
  - Finaliste en 1974
- Coupe intercontinentale
  - Vainqueur en 1974

### En tant qu'entraîneur
- Ligue des Champions de la CONCACAF
  - Vainqueur en 2002
- Championnat du Mexique de football
  - Champion en 2001 (invierno) et 2003 (apertura)